# Avenida João Pessoa
La avenida João Pessoa es una avenida de la ciudad de Porto Alegre, Brasil. Es una de las principales avenidas radiales de la ciudad que conecta el centro histórico con la zona sur al servir como límite de los barrios Cidade Baixa, Farroupilha, Azenha y Santana. A su vera se ubica el Parque Farroupilha, uno de los principales parques urbanos de Porto Alegre
La vía existía desde el siglo XVIII y era conocida como "Camino a Azenha" siendo la vía de comunicación entre el puente de Azenha y el centro de la ciudad. En 1820 era conocida como "Nova do Portäo" y en 1842 fue urbanizada y recibió el nombre de "Rúa de Azenha" hasta 1884 cuando fue conocida como "rúa da Redenção". En 1930, luego de la revolución de ese año, se le cambió el nombre al actual en homenaje a João Pessoa. Su prolongación fue completada por el alcalde José Loureiro da Silva en la década de 1940.